# Alouette d'Archer
Heteromirafra archeri
Espèce
Statut de conservation UICN

 CR A3bc ; C1+2a(i) : 
En danger critique
L'Alouette d'Archer (Heteromirafra archeri) est une espèce de passereaux qui, comme toutes les alouettes, appartient à la famille des Alaudidae. Elle fait partie de la liste des 100 espèces les plus menacées au monde établie par l'UICN en 2012.

## Taxinomie
La vaste étude phylogénique d'Alström et al. (2013) amène à une révision complète de la famille des Alaudidae. Leur étude et celle de Spottiswoode et al. démontrent que l'Alouette d'Érard (Heteromirafra sidamoensis, Érard, 1975), que les ornithologistes pensaient être une espèce distincte, est en réalité conspécifique à l'Alouette d'Archer. En conséquence, le Congrès ornithologique international (version 4.2, 2014) supprime l'espèce H. sidamoensis.

## Répartition
Elle est présente dans les plaines de Liben en Éthiopie et en Somalie.

## Description
L'Alouette d'Archer se distingue par une silhouette singulière. Avec une taille d'environ 16 cm, elle possède une tête imposante en comparaison à ses ailes et à sa queue assez courte. Son plumage est généralement composé de 3 couleurs : le noir, le blanc et le brun. La gorge est généralement blanche, finement striée et les pattes rosées. La calotte et le manteau sont les parties les plus sombres, avec une dominance de noir. Cette calotte présente une raie médiane plus claire et bien visible. 

## Habitat
Elle habite les zones de broussailles sèches tropicales et subtropicales, les savanes sèches tropicales et subtropicales et les prairies sèches en plaine.
Elle est très menacée par la perte de son habitat. En effet, l'agriculture, le surpâturage et la pression humaine affectent largement les prairies qu'elle habite.
Pour l'instant, aucune mesure de protection n'a été mise en place. Pour sauver l'espèce, il est absolument primordial d'instaurer des aires protégées, de restaurer son habitat et de développer une exploitation qui ne va pas à l'encontre de sa survie.